# Thiago Almada
Pour les articles homonymes, voir Almada (homonymie).
Thiago Almada, né le 26 avril 2001 à Buenos Aires en Argentine, est un footballeur international argentin qui évolue  au poste de milieu offensif ou d’ailier gauche à l'Atlético de Madrid.
Il fait partie de l'équipe d'Argentine qui remporte la Coupe du monde 2022.

## Biographie

### Jeunesse
Thiago Almada, comme Carlos Tévez, grandit dans la pauvreté à Fuerte Apache un quartier pauvre de la ville de Ciudadela, considéré comme le quartier le plus dangereux du Grand Buenos Aires et même de toute l'Argentine en raison de son taux de criminalité très élevé.

### Carrière en club

#### Vélez Sarsfield
Thiago Almada est formé au Vélez Sarsfield. C'est avec ce club qu'il fait ses débuts en professionnel. Le 11 août 2018, il joue le premier match de sa carrière professionnelle, en championnat face au Newell's Old Boys. Ce jour-là, il entre en jeu à la place de Lucas Robertone. Son équipe s'impose sur le score de deux buts à zéro. Le 5 novembre de la même année, Thiago Almada est titularisé pour la première fois contre le Defensa y Justicia. Il est l'auteur de l'ouverture du score, inscrivant ainsi son premier but en professionnel et réalise même le doublé en marquant le second but de son équipe, mais les siens s'inclinent tout de même lors de cette partie (3-2).
Almada faisant sensation dans le championnat argentin, de nombreuses rumeurs l'envoient en Europe lors du mercato estival 2019, et notamment du côté de Manchester City. Mais il ne rejoint pas le club anglais lors de cette fenêtre de transferts. L'Olympique de Marseille et le FC Barcelone sont également intéressés mais ne feront aucune offre. Le 13 septembre 2019, Almada prolonge son contrat avec Vélez jusqu'en 2023.
Le 8 mai 2020, l'Argentin est inclus dans le top 50 des meilleurs jeunes au niveau mondial par le site spécialisé de Football Talent Scout.
Thiago Almada se met en évidence lors de la Copa Sudamericana 2020 en marquant notamment un but face au CA Peñarol le 5 novembre 2020. Cette réalisation permet à son équipe de faire match nul mais surtout de se qualifier pour le tour suivant. Vélez affronte alors les Colombiens du Deportivo Cali. Il se distingue au match aller le 25 novembre 2020 en réalisant un doublé, donnant ainsi la victoire à son équipe (2-0 score final).

#### Atlanta United
Thiago Almada est transféré à Atlanta United le 9 février 2022 pour un montant estimé à seize millions de dollars, devenant la recrue la plus chère de l'histoire de la MLS,. Le 20 septembre suivant, il est classé deuxième au palmarès 2022 des 22 joueurs de moins de 22 ans en MLS. Il finit sa première saison en MLS en étant élue meilleure recrue de l'année ainsi que nommé pour le titre de jeune joueur de l'année,.
Almada se fait remarquer le 25 février 2023, lors de la première journée de la saison 2023 en réalisant son premier doublé pour le club, face aux Earthquakes de San José. Buteur à deux reprises, dont un sur coup franc direct, le jeune argentin permet à son équipe de s'imposer par deux buts à un,. Le 19 mars 2023, Almada est de nouveau l'auteur d'un doublé en MLS, face au Timbers de Portland. Titulaire, il marque encore l'un de ses buts sur coup franc, mais délivre également deux passes décisives ce jour-là, permettant à son équipe de s'imposer par cinq buts à un,.
En fin de saison 2023, il remporte le titre de jeune joueur de l'année. Une fois la saison terminée, il déclare « J’ai très envie d’aller jouer en Europe durant le mercato hivernal. Si j’ai le choix, j’irai en Premier League ou en Liga, mais je souhaite rejoindre l’une des bonnes ligues européennes. ».

#### Botafogo
Le 6 juillet 2024, le club brésilien de Botafogo annonce son arrivée. Le transfert est estimé à 19,6 millions d'euros, un montant record pour une vente d'un joueur de la MLS.

#### Olympique lyonnais
Le 15 janvier 2025, il rejoint l'Olympique lyonnais, dans le cadre d'un prêt jusqu'à la fin de la saison.
Sous la houlette de l'entraîneur Paulo Fonseca, fraîchement nommé, le milieu argentin prend rapidement ses marques avec son nouveau club. Le 9 mars, il réalise notamment deux passes décisives lors d'un match à Nice, permettant à l'OL de l'emporter 2-0.
Le 16 mars, il inscrit son premier but sous les couleurs lyonnaises face au Havre, à l'issue d'une contre-attaque éclair dans le temps additionnel, permettant à son équipe de l'emporter 4-2.

### Carrière en sélection

#### Équipes de jeunes (2019 - 2022)
Avec l'équipe d'Argentine des moins de 20 ans, il participe au championnat sud-américain des moins de 20 ans en début d'année 2019. Lors de cette compétition, il joue six matchs. Il s'illustre en marquant un but contre l'Équateur. Les Argentins terminent deuxième du tournoi, derrière les Équatoriens.
En 2021, il fait partie de la sélection olympique pour les Jeux de Tokyo, au cours desquels l'Argentine est éliminée dès la phase de poules. Almada rentre en jeu lors de deux matchs et fait une passe décisive contre l'Espagne.
À partir d'octobre 2023, bien qu'il soit champion du monde et fasse régulièrement partie du groupe de Lionel Scaloni en sélection, il est mis à disposition de l'équipe olympique pour préparer la qualification aux Jeux olympiques de Paris. De part son statut de leader, il est nommé capitaine par le sélectionneur Javier Mascherano. L'Argentine termine deuxième du tournoi pré-olympique et se qualifie.
Lors des Jeux olympiques de Paris 2024, il fait partie des 18 sélectionnés pour participer à la compétition, mais le brassard de capitaine est attribué au vétéran Nicolás Otamendi. L'Argentine est éliminée par la France en quart de la finale du tournoi (1-0).

#### Équipe d'Argentine (depuis 2022)
Almada joue son premier match en sélection le 24 septembre 2022 lors d'un match amical face au Honduras, lorsqu'il remplace Papu Gómez à la 54e minute.
Le 17 novembre 2022, il est sélectionné par Lionel Scaloni pour participer à la Coupe du monde 2022. Almada n'était initialement pas dans la liste mais à la suite de la blessure de Joaquin Correa, Scaloni le choisit pour le remplacer. Au terme d'une finale à rebondissements contre la France (3-3), l'Argentine est sacrée championne du monde au terme de la séance de tirs au but,. Almada, lui, ne joue que quelques minutes lors de la Coupe du Monde, lors du dernier match de poule face à la Pologne.
L'année suivante, il inscrit son premier but en sélection le 24 mars 2023 lors d'un amical face au Panama. Cependant, le milieu argentin doit se contenter de quelques bouts de match avant de monter progressivement en puissance en sélection après la retraite internationale d'Angel Di Maria.
Lors des éliminatoires de la Coupe du monde 2026, il se montre décisif en marquant le seul but du match contre l'Uruguay le 22 mars 2025. Pour le sélectionneur argentin Lionel Scaloni, le transfert d'Almada à l'OL est pour beaucoup dans sa progression. « Le passage d’Almada en Europe a été déterminant confie-t-il ».

## Accusations d'agression sexuelle
En février 2021, une procédure judiciaire est officiellement ouvert à l'encontre de Thiago Almada et son coéquipier Miguel Brizuela, ainsi que José Delbene Acuña le directeur sportif de Quilmes, pour des faits d'agression sexuelle présumée sur une femme de 28 ans.
Les faits remonteraient au 3 décembre 2020 lors d'une soirée organisée au domicile du joueur de Vélez Sarsfield Juan Martín Lucero. Selon le récit de la victime, confirmé par l'un des témoins, elle est montée dans l'une des pièces de la maison pour avoir des relations consensuelles consenties avec Almada mais Brizuela et Acuña se seraient introduits dans la pièce sans sa permission et elle s'est retrouvée forcée à avoir des relations avec plusieurs personnes alors qu'elle était dans un état de semi-conscience,.
Le club décide de mettre temporairement les deux joueurs à l'écart de l'équipe première jusqu'à ce que leurs situations juridiques soient résolues. Delbene est arrêté en juillet 2021 après 7 mois de fuite et est depuis détenu en prison.
À la suite de sa sélection pour la Coupe du monde 2022, l'avocate de la plaignante dénonce la situation et contacte la FIFA pour empêcher le joueur de participer au tournoi car selon elle même si « les droits de l'homme protègent Almada car il n'y a toujours pas de condamnation, les règlements de la FIFA et de l'AFA sont clairs dans leurs conditions d'entrée à une Coupe du Monde : il n'est pas permis à un joueur de faire partie d'une équipe s'il est en cause dans une affaire en cours ». Et bien que le dossier a été classé par la Justice, l'avocate demande à rejuger le dossier.

## Statistiques détaillées
| Saison                | Club                  | Championnat           | Championnat | Championnat | Championnat | Coupe nationale | Coupe nationale | Coupe nationale | Coupe de la Ligue | Coupe de la Ligue | Coupe de la Ligue | Compétition(s) continentale(s) | Compétition(s) continentale(s) | Compétition(s) continentale(s) | Compétition(s) continentale(s) | Coupe intercontinentale de la FIFA | Coupe intercontinentale de la FIFA | Coupe intercontinentale de la FIFA | Total | Total | Total |
| Saison                | Club                  | Division              | M.          | B.          | P.d.        | M.              | B.              | P.d.            | M.                | B.                | P.d.              | Comp.                          | M.                             | B.                             | P.d.                           | M.                                 | B.                                 | P.d.                               | M.    | B.    | P.d.  |
| 2018-2019             | Vélez Sarsfield       | Primera División      | 16          | 3           | 2           | 1               | 0               | 0               | 4                 | 1                 | 1                 | -                              | -                              | -                              | -                              | -                                  | -                                  | -                                  | 21    | 4     | 3     |
| 2019-2020             | Vélez Sarsfield       | Primera División      | 22          | 4           | 0           | 2               | 0               | 0               | 9                 | 3                 | 1                 | CS                             | 8                              | 4                              | 1                              | -                                  | -                                  | -                                  | 41    | 11    | 2     |
| 2021                  | Vélez Sarsfield       | Primera División      | 20          | 4           | 4           | -               | -               | -               | 12                | 3                 | 2                 | CL                             | 6                              | 2                              | 0                              | -                                  | -                                  | -                                  | 38    | 9     | 6     |
| Sous-total            | Sous-total            | Sous-total            | 58          | 11          | 6           | 3               | 0               | 0               | 25                | 7                 | 4                 | -                              | 14                             | 6                              | 1                              | -                                  | -                                  | -                                  | 100   | 24    | 11    |
| 2022                  | Atlanta United        | MLS                   | 29          | 6           | 7           | 2               | 1               | 0               | -                 | -                 | -                 | -                              | -                              | -                              | -                              | -                                  | -                                  | -                                  | 31    | 7     | 7     |
| 2023                  | Atlanta United        | MLS                   | 33          | 12          | 16          | -               | -               | -               | -                 | -                 | -                 | LC                             | 2                              | 1                              | 0                              | -                                  | -                                  | -                                  | 35    | 13    | 16    |
| 2024                  | Atlanta United        | MLS                   | 17          | 6           | 1           | -               | -               | -               | -                 | -                 | -                 | LC                             | -                              | -                              | -                              | -                                  | -                                  | -                                  | 17    | 6     | 1     |
| Sous-total            | Sous-total            | Sous-total            | 79          | 24          | 24          | 2               | 1               | 0               | -                 | -                 | -                 | -                              | 2                              | 1                              | 0                              | -                                  | -                                  | -                                  | 83    | 26    | 24    |
| 2024                  | Botafogo FR           | Série A               | 17          | 1           | 2           | 1               | 0               | 0               | -                 | -                 | -                 | CL                             | 7                              | 2                              | 0                              | 1                                  | 0                                  | 0                                  | 26    | 3     | 2     |
| 2024-2025             | Olympique lyonnais    | Ligue 1               | 16          | 1           | 4           | -               | -               | -               | -                 | -                 | -                 | C3                             | 4                              | 1                              | 0                              | -                                  | -                                  | -                                  | 20    | 2     | 4     |
| 2025-2026             | Atlético Madrid       | Liga                  | 1           | 0           | 0           | -               | -               | -               | -                 | -                 | -                 | C1                             | 0                              | 0                              | 0                              | -                                  | -                                  | -                                  | 1     | 0     | 0     |
| Total sur la carrière | Total sur la carrière | Total sur la carrière | 171         | 31          | 33          | 6               | 1               | 0               | 25                | 7                 | 4                 | -                              | 27                             | 10                             | 1                              | 1                                  | 0                                  | 0                                  | 230   | 49    | 38    |

### En sélection nationale
| Saison                | Sélection             | Phases finales        | Phases finales | Phases finales | Phases finales | Éliminatoires | Éliminatoires | Éliminatoires | Matchs amicaux | Matchs amicaux | Matchs amicaux | Total | Total | Total |
| Saison                | Sélection             | Compétition           | M              | B              | Pd             | M             | B             | Pd            | M              | B              | Pd             | M     | B     | Pd    |
| --------------------- | --------------------- | --------------------- | -------------- | -------------- | -------------- | ------------- | ------------- | ------------- | -------------- | -------------- | -------------- | ----- | ----- | ----- |
| 2022-2023             | Argentine             | Coupe du monde 2022   | 1              | 0              | 0              | -             | -             | -             | 3              | 1              | 0              | 4     | 1     | 0     |
| 2024-2025             | Argentine             | -                     | -              | -              | -              | 4             | 2             | 0             | -              | -              | -              | 4     | 2     | 0     |
| Total sur la carrière | Total sur la carrière | Total sur la carrière | 1              | 0              | 0              | 4             | 2             | 0             | 3              | 1              | 0              | 8     | 3     | 0     |

| Buts internationaux de Thiago Almada | Buts internationaux de Thiago Almada | Buts internationaux de Thiago Almada          | Buts internationaux de Thiago Almada    | Buts internationaux de Thiago Almada | Buts internationaux de Thiago Almada | Buts internationaux de Thiago Almada | Buts internationaux de Thiago Almada | Buts internationaux de Thiago Almada | Buts internationaux de Thiago Almada |
|                                      | Date                                 | Lieu                                          | Compétition                             | Résultat                             | Adversaire                           | Détail                               | Détail                               | Détail                               | Sél.                                 |
| ------------------------------------ | ------------------------------------ | --------------------------------------------- | --------------------------------------- | ------------------------------------ | ------------------------------------ | ------------------------------------ | ------------------------------------ | ------------------------------------ | ------------------------------------ |
| 1er                                  | 24 mars 2023                         | Stade Mâs Monumental, Buenos Aires, Argentine | Match amical                            | 2 - 0                                | Panama                               | 79e                                  | du pied gauche                       | 2 - 0                                | 3e                                   |
| 2e                                   | 15 octobre 2024                      | Stade Mâs Monumental, Buenos Aires, Argentine | Éliminatoires de la Coupe du monde 2026 | 6 - 0                                | Bolivie                              | 69e                                  | du pied droit                        | 4 - 0                                | 6e                                   |
| 3e                                   | 26 mars 2025                         | Stade Mâs Monumental, Buenos Aires, Argentine | Éliminatoires de la Coupe du monde 2026 | 4 - 1                                | Brésil                               | 20e                                  | du pied droit                        | 2 - 0                                | 7e                                   |

## Palmarès

### En club
Thiago Almada remporte ses premiers titres sous les couleurs de Botafogo FR, en étant tout d'abord vainqueur de la Copa Libertadores en 2024 avant d'être sacré champion du Brésil la même année.
| Botafogo FR (2)                                                                               |
| --------------------------------------------------------------------------------------------- |
| - Championnat du Brésil (1) : - Vainqueur : 2024 - Copa Libertadores (1) : - Vainqueur : 2024 |

### En sélection
Après avoir terminé deuxième au championnat de la CONMEBOL 2019 des moins de 19 ans, Thiago Almada est sacré champion du monde en 2022 avec l'équipe A.
| Argentine -20 ans (0)                                | Argentine Olympique                             | Argentine (1)                                        |
| ---------------------------------------------------- | ----------------------------------------------- | ---------------------------------------------------- |
| - Championnat de la CONMEBOL (0) : - Deuxième : 2019 | - Tournoi Pré-Olympique (0) : - Deuxième : 2024 | - Coupe du monde de la FIFA (1) : - Vainqueur : 2022 |

### Distinctions individuelles
- Meilleur buteur du Tournoi pré-olympique de la CONMEBOL 2024 (5 buts)
- Trophée du nouveau venu de la MLS en 2022
- Trophée du meilleur jeune joueur de l'année de la MLS en 2023[46]
- Membre de l'équipe-type de la Major League Soccer en 2023
- Participant au All-Star Game de la MLS en 2023
- Joueur du mois de la MLS : Février/Mars 2023[47]